# Зирабулак (футбольный клуб)
«Зирабулак» (узб. «Zirabuloq» Narpay futbol klubi) — узбекистанский футбольный клуб из Нарпайского района Самаркандской области. В сезоне-2019 выступает в Про-лиге B чемпионата Узбекистана.